# Ataullah Abu Ammar Jununi
Ataullah Abu Ammar Jununi, (en arabe : عطالله أبو عمار جنوني), né à Karachi (Pakistan), est le commandant de l’Armée du salut des Rohingyas de l'Arakan  (ARSA), une faction insurgée active dans le nord de l’État d'Arakan, en Birmanie. Plusieurs vidéos, diffusées en ligne par ce groupe, le montrent s’exprimant devant la presse ou prononçant des allocutions. 

## Biographie
Ataullah nait à Karachi, au Pakistan, au sein d’une famille de migrants ayant fui les persécutions religieuses dans leur région d’origine, l’État de Rakhine, en Birmanie (aussi nommé Arakan, en Birmanie), durant les années 1960. Durant son enfance, sa famille gagna La Mecque, en Arabie saoudite, où il fut inscrit dans une madrasa. À l’âge adulte, il officia comme imam au sein de la diaspora rohingya, forte alors d’environ 150 000 personnes. 

### Insurrection
L’International Crisis Group (ICG) a rapporté, dans une étude publiée en décembre 2016, s’être entretenu avec plusieurs membres de ce groupe. Selon ce think tank, son chef entretiendrait des liens étroits avec l’Arabie saoudite. Le document précise que celui-ci aurait quitté ce pays en 2012, peu après le déclenchement de violences à caractère religieux dans l’État d'Arakan. Un communiqué émanant du gouvernement birman avance qu’Ataullah aurait séjourné six mois au Pakistan, où il aurait reçu un entraînement à la guérilla moderne sous l’égide des Talibans. Bien que cette assertion ne soit pas pleinement vérifiée, le rapport de l’ICG relève des indices suggérant un passage au Pakistan, voire en d’autres lieux, où il aurait pu acquérir une formation pratique en matière de combat insurrectionnel. Par ailleurs, plusieurs membres du groupe auraient indiqué à l’ICG qu’il aurait pu suivre un enseignement supplémentaire en Libye avant son retour dans l'État d'Arakan, sans que cette hypothèse ne soit confirmée. 
Le 9 octobre 2016, Ataullah mena plusieurs centaines de combattants de l’ARSA vers la frontière séparant le Bangladesh et la Birmanie, où ils assaillirent des postes de police frontaliers birmans. Une semaine plus tard, il apparut dans une vidéo diffusée en ligne, endossant la responsabilité de ces assauts,.  
Le 25 août 2017, Ataullah mena une nouvelle attaque de grande envergure, faisant 71 victimes,,. L’ARSA fut également accusée d’avoir perpétré le massacre de Kha Maung Seik (99 hindous bengalis tués), ce que Ataullah démentit. 
Muhammad Shah Ali, demi-frère d’Ataullah et membre de l’ARSA, fut appréhendé le 16 janvier 2022 par un bataillon de police armée dans un camp aux environs de Cox's Bazar, alors qu’il était en possession d’armes et de substances stupéfiantes.
À la suite de l’arrestation de son demi-frère, Ataullah accorda une entrevue à la chaîne bangladaise Jamuna TV en février 2022.  
La police bangladaise a imputé à Ataullah, dans un rapport d’enquête rendu public en juin 2022, l’ordonnance de l’assassinat de Mohib Ullah. Selon les autorités, cette décision aurait été motivée par la crainte que l’influence grandissante d’Ullah et de son organisation, l’Arakan Rohingya Society for Peace and Human Rights, ne vînt contrecarrer les activités de l’ARSA (Armée du Salut des Rohingyas de l’Arakan). Le document policier allègue en outre qu’Ataullah aurait sommé Ullah de dissoudre son association et de rallier les rangs de l’ARSA, requête à laquelle ce dernier aurait opposé un refus.  

### Arrestation
Le 18 mars 2025, Jununi fut appréhendé par le Rapid Action Battalion du Bangladesh, près de Narayanganj,,.   